# Anthaxia chlorophylla
Anthaxia chlorophylla es una especie de escarabajo del género Anthaxia, familia Buprestidae. Fue descrita científicamente por Obenberger en 1928.